# Карли Фјорина
Карли Фјорина (енгл. Carly Fiorina; 6. септембар 1954) је америчка бизнисменка, политичка фигура. Позната је и по својој позицији извршне директорке у познатој компанији Hewlett-Packard.
Фјорина се неуспешно кандидовала за сенат Сједињених Држава 2010. године и републиканску председничку номинацију 2016. године. Као извршни директор Hewlett-Packardа од 1999. до 2005. године, Фјорина је била прва жена која је руководила компанијом која је била у најуспешнијих 20 која је сврстана у листу Fortune 500. Године 2002. године Фјорина је надгледала тада највеће спајање технолошког сектора у историји, у којем је фирма стекла ривалског произвођача личних рачунара, Compaq. Компанија је након тога отпустила 30.000 америчких запослених како би спасила 80.000 радних места. Компанија је тада нарасла на 150.000 запослених. У фебруару 2005. године била је приморана да поднесе оставку на место извршног директора и председавајућег, због неслагања у одбору.
Такође је била саветница политичара Џона Макејна за председничке изборе 2008. године. Године 2010. освојила је републиканску кандидатуру за Сенат Сједињених Држава у Калифорнији, али изгубила је изборе од садашње кандидаткиње демократа, Барбаре Боксер. Фјорина је била кандидат за републиканску председничку  2016. годину и седам дана је била кандидат за потпредседника Теда Круза док није обуставио своју кампању, постављајући рекорд по најкраћој кандидатури за потпредседника у модерној америчкој историји.

## Детињство, младост и образовање
Карла Фјорина рођена је 6. септембра 1954. године у Остину у Тексасу. Име "Карлон", од кога потиче "Карли", користило се у свакој генерацији породице Снид још од грађанског рата. У време рођења, Фјорин отац био је професор на Правном факултету Универзитета у Тексасу. Касније ће постати декан Правне школе Универзитета Дјук, заменик америчког државног тужиоца и судије на Апелационом суду Сједињених Држава. Њена мајка је била апстрактна сликарка. Она је углавном енглеског и немачког порекла.
Похађала је чак 5 средњих школа. Матурирала је у средњој школи у Северној Каролини. Дипломирала је филозофију и средњовековну историју на Универзитету Станфорд.
Када се удала 1977. године, она се са супругом преселила у Болоњу, где је радио на свом дипломском раду;тамо је предавала енглески језик италијанским привредницима.
Године 1980. Фјорина је магистрирала пословну администрацију из маркетинга на Универзитету Мериленд у држави. Године 1989. године стекла је завршила мастер студије из менаџмента, на Масачусетском технолошком институту.

## Пословна каријера
Године 1980. Фјорина се придружила AT&T корпорацији као приправник за продају, продајући телефонске услуге великим савезним агенцијама. Године 1990.  постала је прва женска службеница компаније као виша потпредседница која је надгледала одељење хардвера и система компаније, на крају предводећи своје северноамеричке операције.
Године 1995. Фјорина је водила корпоративне операције за Lucent Technologies. Она је играла кључну улогу у планирању и спровођењу почетне јавне понуде 1996. године и успешне стратегије покретања акција и компанија.
Касније 1996. Фјорина је постављена за председницу сектора потрошачких производа компаније Lucent Technologies. Године 1997. именована је председницом групе за светски бизнис добављача услуга компаније у износу од 19 милијарди америчких долара, надгледајући маркетинг и продају највећег клијентског сегмента компаније. Те године Фјорина је председавала заједничким улагањем од 2,5 милијарде америчких долара између потрошачке комуникације и компаније Филипс. У издању часописа Fortune 500 од 12. октобра 1998. Фјорина је проглашена за „најмоћнију жену у америчком послу“.
Lucent Technologies је отворила 22.000 радних места и приход је порастао са 19 милијарди на 38 милијарди УСД, а тржишни удео компаније се повећавао у свим регионима за сваки производ. Према магазину Fortune 500, компанија је повећала продају позајмљујући новац сопственим купцима, пишући како је "у уредној магији рачуноводствене магије новац од кредита почео да се појављује у фирмином билансу успеха као нови приход, док се коцкаст дуг скривао на његовом салду као наводно солидна имовина ". 
У јулу 1999. године компанија Hewlett-Packard именовала је њу за позицију извршног директора, наследивши Луиса Плата и победивши кандидаткињу Ен Ливермор.
Пишући у часопису Fortune 500 у августу 2015. године, Џефри Сонфилд описао је њено запошљавање као резултат "нефункционалног одбора одбора компаније, испуњеног сопственом отрованом политиком па је запослио без искуства генералног директора, нити је било интервјуа са одбором." Фјорина добила је већу понуду за потписивање од било ког од њених претходника, укључујући: 65 милиона америчких долара ограничене акције да би јој надокнадила опције које је оставила за собом, бонус за потписивање у износу од три милиона долара, годишњу плату од милион долара (плус 1.25 до 3,75 милиона америчких долара годишњег бонуса), 36.000 америчких долара помоћи за хипотеку, додатак за пресељење и дозвола (и подстицање) за коришћење авионских компанија за личне послове.
Иако је одлука о раздвајању компаније за аналитичке инструменте компаније била пре њеног доласка, једна од њених првих главних одговорности као извршног директора била је надгледање одвајања јединице на самосталне јединице.  Фјорина је предложила набавку технолошког сервиса компаније PricewaterhouseCoopers за готово 14 милијарди УСД, али је повукла понуду након слабог пријема са Вол Стрита. ХП је касније купио Electronic Data Systems, другу компанију за технолошке услуге, што су неки сматрали валидацијом Фиорине стратегије.
Фјорина је најавила куповину компаније произвођача рачунара Компак са залихама од 25 милијарди долара, који је у то време био други највећи произвођач личних рачунара, након Дел-а. Спајање Компак-а створило је највећег светског произвођача личних рачунара на нивоу испоручених јединица.
Фјорина се често сукобљавала са управним одбором компаније ХП и морала се борити са њиме за спајање. Валтер Хевлет (син суоснивача компаније) био је извор посебно снажне опозиције. Хевлет је првобитно гласао са осталим члановима одбора да одобре споразум Компак, али касније се предомислио. Покренуо је борбу против напора Фиорине али је она победила са гласовима од 51,4% акционара, а већину подршке дали су институционални акционари.
Спајање је у почетку било испуњено готово универзалним скептицизмом. Издање часописа Fortune 500 , 7. фебруара 2005., описало је њен план спајања као „неуспешан“, а прогнозу као „сумњиву“.
Пре него што се Фјорина придружила компанији, холандска подружница ХП-а основала је партнерство са компанијом у Дубаију, која је продавала ХП-ове производе у Ирану. Под Фиориним вођством у ХП-у, компанија је продала штампаче и рачунарске производе вредне милион долара Ирану преко стране подружнице, док су америчке извозне санкције биле на снази.
У интервјуу са Мајкл Исикофом у септембру 2015. године, Фјорина је рекла да је, у недељама после терористичких напада 11. септембра 2001. године, добила телефонски позив од Мајкла Хајдена, тадашњег директора Агенције за националну безбедност, и затражио помоћ у пружању ХП рачунара сервера НСА-у за проширени надзор. Хајден је потврдио да је захтев за ХП сервере поднео као део НСА-иног програма за надгледање без налога за 2001-2007, али детаљи тада нису откривени Фиорини.
Фиоринин претходник у ХП-у тражио је да је замени аутсајдер јер је веровао да је компанија постала самозадовољна и да доношење одлука засновано на консензусу и да спречава раст компаније. Фјорина је увела три велике промене недуго након доласка: замену поделе профита бонусима додељеним ако компанија испуни финансијска очекивања, смањење оперативних јединица са 83 на 12 и консолидацију функција.
Фјорина се суочила с нередом међу ХП-овим запосленицима и технолошком заједницом због њене водеће улоге у рушењу ХП-ове егалитарне радне културе и филозофије вођења за коју је сматрала да омета иновације. Због промена у ХП-овој култури и захтева за добровољним смањењем плата ради спречавања отпуштања (после чега су уследила највећа отпуштања у историји ХП-а), анкете о задовољству запослених у ХП-у - претходно међу највишим у Америци - откриле су „широко нерасположење“ и неповерење у компанији.
У јануару 2001. ХП је отпустио 1.700 запослених у маркетингу. У јуну 2001. године, Фјорина је тражила од запослених да смање резање плата или да им одвоје време за годишњи одмор да смање додатне трошкове, што је резултирало да се више од 80.000 људи пријавило и уштедело се милиона америчких долара. Упркос овим напорима запослених, Фјорина је у јулу најавила да ће бити укидање 6.000 радних места, што је највеће смањење у 64-годишњој историји компаније  али до тих резова заправо неће доћи тек након што је најављено спајање Компак-а.  У септембру 2001. Фјорина је рекла да намерава да смањи додатних 15.000 радних места у случају спајања са Компаком.
У 2004. години, ХП је драстично финансијски опао од предвиђених зарада за треће тромесечје, а Фјорина је отпустила тројицу руководилаца током телефонског разговора у пет ујутро.  Почетком јануара 2005. управни одбор разговарао је са Фиорином о списку питања која је имао у вези са пословањем компаније и разочаравајућим извештајима о заради. Одбор је предложио план за пребацивање овлашћења на шефове ХП-ових одељења, чему се Фјорина снажно одупирала. Седмицу након састанка, поверљиви план процурио је у листу Wall Street Journal.
Мање од месец дана касније, одбор је вратио Тома Перкинса и присилно навео на Карлину оставку. Акције компаније скочиле су 6,9 процената због вести о њеном одласку, додајући готово три милијарде долара вредности ХП-а у једном дану.
У својој књизи Тешки избори она је понашање чланова одбора назвала "аматерским и незрелим".
Године 2003, Фјорина је од стране магазина Fortune 500 проглашена за најмоћнију жену у бизнису, на положају које је обављала пет година. Године 2004. уврштена је у часопису Тајмс међу 100 "најутицајнијих људи на свету данас"  и проглашена је десетом на Форбсовој листи 100 најмоћнијих жена света. Године 2005. часопис Wall Street Journal описао је Фиорину епитетом "примамљиве, контроверзне нове врсте главних извршних службеника који комбинују велике визије са харизматичним, али егоцентричним и захтевним стиловима".

## Филантропија и добротворни рад
У априлу 2012. године, Фјорина је постала председавајућа нестраначком непрофитном организацијом Good360 из Вирџиније, која помаже компанијама да донирају вишак робе у добротворне сврхе. Часопис Форбс организацију константно сврстава у топ 10 најефикаснијих добротворних организација и рангира је као 33. највећу добротворну организацију у Сједињеним Државама. Фјорина је изјавила да је организација „највеће тржиште донација производа на свету. Помажемо компанијама да преузму вишак залиха, а затим тај вишак залиха дистрибуирају у 37.000 добротворних организација широм ове земље.“  Септембра 2014, Фјорина је водила организацију да прибаве америчке корпорације „да помогну у борби против вируса еболе у западној Африци - донирањем одређених предмета.“ Напустила је организацију када је 2015. године прогласила своју председничку кандидатуру.
Фјорина је председавајући и извршни директор Фјорина фондације, добротворне организације која је донирала разним организацијама и догађајима, укључујући превозни програм за помоћ тешко болесној деци и Афричку академију лидерства, образовну установу у Јужној Африци. Фондација „омогућава корпорацијама, портпаролима предузетницима и филантропима да решавају нека од најизазовнијих светских питања“, према веб локацији фондације.“ 
Хроника из Сан Франциска саопштила је да "извештаји такође показују да њена фондација њена фондација никада није била регистрована у служби за унутрашње приходе или добротворном одељењу за поверење државног тужиоца, што је неопходно да учине добротворне организације ослобођене од пореза. Портпаролка је коментарисала да су" Фјорина и њено особље веровали је да се фондација не мора пријављивати у тој служби, јер није прихватила спољне доприносе и донирала је само своје лично богатство вредним стварима. " 

## Политичка каријера
Фиорина никада није обављала јавну функцију али је рекла да је њен статус аутсајдера позитиван атрибут, с обзиром на то да, по њеном мишљењу, професионални политичари нису успели да их испоруче оно што треба америчком народу, наводећи у интервјуу за вести на каналу Фокс из 2015. године. Такође је додала да "82% Американаца сада мисли да су нам потребни људи ван професионалне политичке класе да би обављали јавне функције." 
Године 2006.Фјорина је радила за председничку кампању републиканског сенатора Џона Макејна. Почетком 2008. у медијским изворима су је помињали као потенцијалног потпредседничког кандидата а Њујорк Тајмс је приметио да, иако није желела да се кандидује, била извршна директорка која би евентуално могла да постане кандидат за председника. Дана 7. марта 2008. године,Фјорина је именована за председавајућу за прикупљање средстава за иницијативу Републичког националног комитета „Победа“. Она је, како се извештава, била "тачка" за Макејнову кампању о питањима која се односе на пословне и економске послове.
Дана 4. новембра 2009.Фјорина је званично најавила своју кандидатуру на изборима за Сенат 2010. године у покушају да се уклони садашња нандидаткиња демократа Барбара Боксер. Већ 8. јуна 2010. године,Фјорина је победила на републичким примарним изборима за Сенат са преко 50 одсто гласова.
Лос Анђелес Тајмс је напоменуо да јеФјорина имала конзервативне ставове о одређеним социјалним питањима. Лично се противила абортусу, осим у случајевима силовања, инцеста или угрожавања живота мајке. Као приватни грађанин изјавила је да је гласала за Предлог 8, који је брак дефинисао као заједницу једног мушкарца и једне жене. Након пресуде савезног суда 4. августа 2010. године, да је Предлог 8 неуставан,Фјорина је изразила неслагање са пресудом, рекавши да су гласачи Калифорније јасно говорили против истополних синдиката када је већина одобрила тај предлог у 2008. години. Изјавила је да се противи лакмус тестовима за номинације за Врховни суд и да не фаворизује амандман савезне „личности“.Фјорина је назвала глобално загревање "озбиљним питањем", али је рекла да је наука која га окружује неупитна, говорећи: "Мислим да би требало да имамо храбрости да науку непрекидно испитујемо." Гласно успротивила закону о ограничењу и трговини коју је подржавала Боксер и сматрала је да ће напори у контроли ефекта стаклене баште коштати три милиона радних места и да су "масовно деструктивни".
Фиорина је искључила кандидатуру за амерички сенат 2016. године али је одбила да искључи кандидатуру за председника 2016. или за гувернера Калифорније 2018. У новембру 2014. године Вашингтон Пост је објавио да јеФјорина "активно истраживала" кандидатуру за председника. Њена пословна позадина и статус једине извршне директорке и једине жене у „мору погодних мушкараца“ помињани су као позитивни, при чему су републикански стратези указали на указали на катастрофалну кампању Сената из 2010. године, неплаћени дуг за кампању и отпуштање из ХП-а као „значајне изазове“. У марту 2015,Фјорина је у недељу за Фокс вести изјавила да постоји "већа шанса од 90%" да ће се кандидовати за председника 2016. године. Обелоданила је своју кандидатуру за председницу Америке 4. маја 2015. године у једној тв емисији.
Фиорина је 6. августа учествовала у првој дебати о Републиканској партији на каналу Фокс. Фиоринин наступ навела је људе да закључе да је победила у расправи. Након расправе, медији су предвидели да ће се њен број на бирачким местима повећати.
Магазин National Review је имао изјаву о Фјорини и како она у ствари без сумње привлачи пажњу због своје јединствене позадине, али све више и више људи остаје да слуша јер има нешто ново да каже", и да "Фиорина такође изгледа ужива у улози да је најизразитија критичарка Хилари Клинтон. У прегледу магазина је такође речено: "Фиорина је нешто између Карсона и Трампа.
Њени наступи у раним расправама за републиканску примарну номинацију, донели су јој значајан раст у анкетама од 3% до 15% након дебате али је њен број гласача пао на 4% до октобра и на 3% у децембру. Дана 10. фебруара, услед слабих резултата у примарним делима у Ајови и Њу Хемпширу,Фјорина је објавила да је њена кампања обустављена. Већ 9. марта 2016,Фјорина је подржала тексашког сенатора Теда Круза за председника, рекавши да га је "престравио" Доналд Трамп и да је Круз једини кандидат који га може зауставити.

### Друштвени проблеми
Фиорина је против абортуса. Она је изразила подршку законодавству којим се забрањују побачаји 20 недеља након оплодње, осим у случајевима силовања, инцеста или опасности по живот мајке. Године 2010, рекла је да је Роу против Вејда устаљен закон, али је касније тај положај преокренуо.Фјорина подржава превртање пресуду Врховног суда из 1973. којом је легализован абортус у Сједињеним Државама, препуштајући га државама. Она подржава истраживање матичних ћелија ембриона ако ембриони нису створени у ту сврху.
Фиорина је у мају 2015. рекла да "зависност од дрога не треба криминализовати" и навела "декриминализацију зависности од дрога и употребе дрога" као пример успешне реформе.Фјорина се противи легализацији марихуане, али каже да верује у права државе и да као председник неће спровести савезну забрану марихуане у Колораду, где су гласачи легализовали марихуану као питање државног закона.
Карли се противила истополним браковима, али је подржала грађанске синдикате. Касније је рекла да се нада да ће нација подржати Obergefell v. Hodges (значајан случај грађанских права у којем је Врховни суд Сједињених Држава пресудио да је основно право на склапање брака загарантовано истополним паровима), одлуку којом се легализује истополни брак. У новембру 2009. године, током интервјуа у The Wall Street Journal,Фјорина је рекла да је гласала за предлог 8, предлог калифорнијског гласачког завода који забрањује истополне бракове у тој држави.
Фиорина је критиковала међународни нуклеарни споразум с Ираном, рекавши да је Иран "средиште" зла на Блиском истоку;  да је споразум "погрешан договор"; и да "постоји много разлога да буде сумњив “.Фјорина је такође сугерисала да су одредбе о верификацији у споразуму недовољне и да је одобравање споразума од стране међународне заједнице и америчких преговарачких партнера било сумњиво, јер Русија и Кина имају интерес за приступ иранској економији и Европска унија да је "преговарала нудећи бројне слабе понуде.

## Приватни живот
Карли се удавала два пута. Нема своје деце већ две пасторке из мужевљевог првог брака. Једна од њених пасторки је умрла у 35. години због проблема са алкохолом, булимијом и дрогом.
У фебруару 2009. године Фјорини је дијагностикован карцином дојке 2. фазе. Она је у марту 2009. године подвргнута двострукој мастектомији у болници Станфорд, након чега је уследила хемотерапија, због које је привремено изгубила косу. Дали су јој „одличну прогнозу за потпуни опоравак“.
Према финансијским обелодањивањима Фиорином кампањом у јуну 2015, она и њен супруг имају укупну нето вредност од 59 милиона долара. Фјорина је објавила пријаве пореза на доходак које су заједно са супругом поднели током 2013. и 2012. године; у тим годинама, они су пријавили приход од скоро два милиона и 1,3 милиона долара.
Говорећи о својој верској вери,Фјорина је рекла да је хришћанка. Тачније, рекла је да је "одгајана у духу епископалне цркве, али да не одлази у цркву ." 